# Камна
Камна (рум. Camna) — село у повіті Арад в Румунії. Входить до складу комуни Шиліндія.
Село розташоване на відстані 385 км на північний захід від Бухареста, 51 км на схід від Арада, 136 км на захід від Клуж-Напоки, 82 км на північний схід від Тімішоари.

## Населення
За даними перепису населення 2002 року у селі проживали 76 осіб, з них 72 особи (94,7%) румунів. Рідною мовою 73 особи (96,1%) назвали румунську.